# オフィスAtoZ
オフィスAtoZ（オフィスエートゥーゼット）は、日本の芸能事務所、版権管理会社。

## 概要
グループ・サウンズ（ジ・エドワーズ）出身で、西城秀樹の初代マネージャーだった秦野嘉王（芸名：榊原さとし）が芸映を退社し、とんねるずの事務所として1983年設立。人気が低迷していたとんねるずを一躍スターダムに押し上げた。
とんねるず出演番組にも制作協力をし、いわゆるバーターで真璃子を売り出した。
1994年7月1日、とんねるずがイザワオフィスと提携して「アライバル」を個人事務所として設立し独立。更に真璃子の休業も重なり、所属タレントがゼロの状態になった。
その後はタレントのスカウト活動等もしておらず、版権管理等の営業活動のみを行っている。
2015年8月10日、秦野嘉王が肝不全のため69歳で死去。

## 所属していたタレント
- とんねるず
- 真璃子※カフェ経営の傍ら、2013年から福岡を拠点に歌手活動を再開。地元のプロダクションに所属。
- 美盛丸桜子
- グレートチキンパワーズ※子会社のVICTORYに所属。
- 清水千賀